# Geron bezzii
Geron bezzii är en tvåvingeart som först beskrevs av Paramonov 1930.  Geron bezzii ingår i släktet Geron och familjen svävflugor. Inga underarter finns listade i Catalogue of Life.